# Amblystegiaceae
Die Amblystegiaceae sind eine Familie der Moos-Ordnung Hypnales.

## Merkmale
Sie sind eine recht uneinheitliche und formenreiche Gruppe von Moosen. Die Pflanzen wachsen meistens in lockeren Rasen und sind schwach bis unregelmäßig verzweigt. Die Blätter sind sehr formenreich. Die Blattrippe ist einfach, kräftig oder kurz und doppelt oder fehlend. Die Laminazellen sind prosenchymatisch oder rhombisch. Die Blattflügel sind differenziert.
Die Kapsel ist oval bis zylindrisch, die Stellung aufrecht, geneigt bis horizontal. Das Peristom ist doppelt, der Kapseldeckel ist kegelförmig.

## Standorte
Die Arten der Familie wachsen meist in sehr feuchten bis nassen Standorten wie Sümpfen, Mooren, fließendem oder stehendem Wasser. Die Familie ist besonders in den gemäßigten und kalten Zonen der Erde verbreitet.

## Systematik
Die Familie Amblystegiaceae wird in die Ordnung Hypnales gestellt. Sie umfasst 23 Gattungen mit rund 145 Arten. Die Umschreibung der Familie beruht auf molekulargenetischen Daten, morphologische Synapomorphien fehlen. Stech und Frey gliederten 2009 die Familie wie folgt (Arten nur beispielhaft gelistet):
- Unterfamilie Cratoneuroideae
  - Cratoneuron
    - Cratoneuron filicinum

  - Palustriella
    - Palustriella commutata
- Unterfamilie Amblystegioideae
  - Amblystegium
  - Anacamptodon
  - Campyliadelphus
  - Campylium
  - Campylidium
  - Cratoneuropsis
  - Drepanocladus
  - Gradsteinia
  - Hygroamblystegium
  - Hygrohypnum
  - Leptodictyum
  - Pseudocalliergon
  - Serpoleskea
  - Vittia

Weitere acht Gattungen werden provisorisch in die Amblystegiaceae gestellt. Sie wurden entweder noch nicht molekulargenetisch untersucht oder sind nicht Teil der Amblystegiaceae sensu stricto:
- Bryostreimannia
- Conardia
- Koponenia
- Limbella
- Pictus
- Sasaokaea
- Sciaromiopsis
- Sinocalliergon